# Museu de l'Hospitalet
El Museu de l'Hospitalet és un equipament cultural de titularitat municipal que té per finalitat difondre i conservar el patrimoni cultural i material de la ciutat. Forma part de la Xarxa de Museus Locals de la Diputació de Barcelona.

## Seus
Es va inaugurar el 1972 a la Casa España, edifici declarat Bé Cultural d'Interès Nacional el 1975.
A la dècada del 1970, s'hi afegí l'edifici conegut com a Casa dels Finestrals Gòtics. Actualment, el Museu de l'Hospitalet compta amb tres seus principals: Casa España-Espai d'Història, L'Harmonia-Espai d'Art i Can Riera-Espai de Memòria.

## Fons
Les col·leccions del museu són molt diverses: compta amb un fons d'art contemporani que s'exhibeix periòdicament en exposicions temporals, format per obres d'artistes de la segona meitat del segle xx com Dalí, Miró, Tàpies, Guinovart, Solanich, Manolo Hugué i Josep Serra, entre d'altres; d'aquest fons d'art contemporani cal destacar el conjunt d'obra gràfica coneguda com L'estampa Popular a Catalunya, de 1966, i el conjunt de vuit pintures de Rafael Barradas.
El museu també compta amb un conjunt de retaules religiosos dels segles xvi i xvii, procedents de l'antiga església de Santa Eulàlia de Mèrida, entre els quals destaquen el retaule de sant Roc i el retaule de les ànimes, atribuïts a Jaume Huguet I i Jaume Huguet II.